# Campionato nordamericano maschile under 19 di pallavolo 2016
Il Campionato nordamericano maschile under 19 di pallavolo 2016 si è svolto dal 24 al 29 giugno 2016 a L'Avana, a Cuba: al torneo hanno partecipato otto squadre nazionali Under-19 nordamericane e la vittoria finale è andata per la terza volta a Cuba.

## Impianti
|                                                                                      |  |  |
|                                                                                      |  |  |
| Coliseo de la Ciudad Deportiva Città: L'Avana Capienza: 15 000 Anno d'apertura: 1957 |  |  |

## Regolamento

### Formula
Le squadre hanno disputato una prima fase a gironi con formula del girone all'italiana; al termine della prima fase:
- Le prime tre classificate di ogni girone hanno acceduto alla fase finale per il primo posto, strutturata in quarti di finale, a cui hanno partecipato solo le seconde e le terze classificate, semifinali, finale per il terzo posto e finale.
- Le quarte classificate di ogni girone e le due eliminate ai quarti di finale della fase finale per il primo posto hanno acceduto alla fase finale per il quinto posto, strutturata in semifinali, finale per il settimo posto e finale per il quinto posto.

### Criteri di classifica
Se il risultato finale è stato di 3-0 sono stati assegnati 5 punti alla squadra vincente e 0 a quella sconfitta, se il risultato finale è stato di 3-1 sono stati assegnati 4 punti alla squadra vincente e 1 a quella sconfitta, se il risultato finale è stato di 3-2 sono stati assegnati 3 punti alla squadra vincente e 2 a quella sconfitta.
L'ordine del posizionamento in classifica è stato definito in base a:
- Numero di partite vinte;
- Punti;
- Ratio dei set vinti/persi;
- Ratio dei punti realizzati/subiti;
- Risultati degli scontri diretti.

## Squadre partecipanti
| Squadra           | Qualificazione      | Ultima partecipazione |
| ----------------- | ------------------- | --------------------- |
| Antigua e Barbuda | -                   | ?                     |
| Costa Rica        | -                   | Messico 2012          |
| Cuba              | Paese organizzatore | Stati Uniti 2014      |
| Giamaica          | -                   | ?                     |
| Messico           | -                   | Stati Uniti 2014      |
| Nicaragua         | -                   | Stati Uniti 2014      |
| Rep. Dominicana   | -                   | Messico 2010          |
| Stati Uniti       | -                   | Stati Uniti 2014      |

## Torneo

### Fase a gironi
| Girone A        | Girone B          |
| --------------- | ----------------- |
| Costa Rica      | Antigua e Barbuda |
| Nicaragua       | Cuba              |
| Rep. Dominicana | Giamaica          |
| Stati Uniti     | Messico           |

#### Girone A

##### Risultati
| 24 giugno 2016 Coliseo de la Ciudad Deportiva, L'Avana Durata: 1h:25 - Spettatori: 275 | Stati Uniti     | 3 - 0 | Nicaragua       | 25-23, 25-12, 25-23               |
| 24 giugno 2016 Coliseo de la Ciudad Deportiva, L'Avana Durata: 2h:22 - Spettatori: 200 | Costa Rica      | 2 - 3 | Rep. Dominicana | 25-18, 18-25, 24-26, 26-24, 13-15 |
| 25 giugno 2016 Coliseo de la Ciudad Deportiva, L'Avana Durata: 1h:45 - Spettatori: 150 | Rep. Dominicana | 1 - 3 | Nicaragua       | 25-20, 13-25, 21-25, 23-25        |
| 25 giugno 2016 Coliseo de la Ciudad Deportiva, L'Avana Durata: 1h:14 - Spettatori: 200 | Stati Uniti     | 3 - 0 | Costa Rica      | 25-9, 25-17, 25-16                |
| 26 giugno 2016 Coliseo de la Ciudad Deportiva, L'Avana Durata: 2h:06 - Spettatori: 100 | Nicaragua       | 3 - 2 | Costa Rica      | 28-26, 25-20, 13-25, 20-25, 15-13 |
| 26 giugno 2016 Coliseo de la Ciudad Deportiva, L'Avana Durata: 1h:22 - Spettatori: 100 | Rep. Dominicana | 0 - 3 | Stati Uniti     | 16-25, 17-25, 21-25               |

##### Classifica
| Pos | Squadra         | Pt | G | V | P | SV | SP | Ratio | PF  | PS  | Ratio |
| --- | --------------- | -- | - | - | - | -- | -- | ----- | --- | --- | ----- |
| 1   | Stati Uniti     | 15 | 3 | 3 | 0 | 9  | 0  | MAX   | 225 | 154 | 1,461 |
| 2   | Nicaragua       | 7  | 3 | 2 | 1 | 6  | 6  | 1,000 | 254 | 266 | 0,955 |
| 3   | Rep. Dominicana | 4  | 3 | 1 | 2 | 4  | 8  | 0,500 | 244 | 276 | 0,884 |
| 4   | Costa Rica      | 4  | 3 | 0 | 3 | 4  | 9  | 0,444 | 257 | 284 | 0,905 |

#### Girone B

##### Risultati
| 24 giugno 2016 Coliseo de la Ciudad Deportiva, L'Avana Durata: 1h:10 - Spettatori: 250 | Messico           | 3 - 0 | Giamaica          | 25-13, 25-19, 25-8         |
| 24 giugno 2016 Coliseo de la Ciudad Deportiva, L'Avana Durata: 1h:01 - Spettatori: 300 | Cuba              | 3 - 0 | Antigua e Barbuda | 25-8, 25-7, 25-19          |
| 25 giugno 2016 Coliseo de la Ciudad Deportiva, L'Avana Durata: 1h:00 - Spettatori: 100 | Antigua e Barbuda | 0 - 3 | Messico           | 10-25, 19-25, 10-25        |
| 25 giugno 2016 Coliseo de la Ciudad Deportiva, L'Avana Durata: 1h:05 - Spettatori: 275 | Cuba              | 3 - 0 | Giamaica          | 25-15, 25-11, 25-23        |
| 26 giugno 2016 Coliseo de la Ciudad Deportiva, L'Avana Durata: 1h:01 - Spettatori: 100 | Giamaica          | 3 - 0 | Antigua e Barbuda | 25-11, 25-20, 25-16        |
| 26 giugno 2016 Coliseo de la Ciudad Deportiva, L'Avana Durata: 1h:46 - Spettatori: 200 | Cuba              | 3 - 1 | Messico           | 22-25, 25-23, 25-20, 25-16 |

##### Classifica
| Pos | Squadra           | Pt | G | V | P | SV | SP | Ratio | PF  | PS  | Ratio |
| --- | ----------------- | -- | - | - | - | -- | -- | ----- | --- | --- | ----- |
| 1   | Cuba              | 14 | 3 | 3 | 0 | 9  | 1  | 9,000 | 247 | 167 | 1,479 |
| 2   | Messico           | 11 | 3 | 2 | 1 | 7  | 3  | 2,333 | 234 | 176 | 1,330 |
| 3   | Giamaica          | 5  | 3 | 1 | 2 | 3  | 6  | 0,500 | 164 | 197 | 0,832 |
| 4   | Antigua e Barbuda | 0  | 3 | 0 | 3 | 0  | 9  | 0,000 | 120 | 225 | 0,533 |

### Fase finale

#### Finali 1º e 3º posto
|  | Quarti          | Quarti    |             |           | Semifinali         | Semifinali         |  |  | Finale 1º/2º posto | Finale 1º/2º posto |
|  |                 |           |             |           |                    |                    |  |  |                    |                    |
|  |                 |           |             |           |                    |                    |  |  |                    |                    |
|  |                 |           |             |           |                    |                    |  |  |                    |                    |
|  | -               | -         |             |           |                    |                    |  |  |                    |                    |
|  | -               | -         |             |           |                    |                    |  |  |                    |                    |
|  | -               | -         |             |           |                    |                    |  |  |                    |                    |
|  | -               | -         | Stati Uniti | 3         |                    |                    |  |  |                    |                    |
|  |                 |           | Stati Uniti | 3         |                    |                    |  |  |                    |                    |
|  |                 | Messico   | 2           |           |                    |                    |  |  |                    |                    |
|  | Messico         | Messico   | 2           | 3         |                    |                    |  |  |                    |                    |
|  | Messico         |           |             | 3         |                    |                    |  |  |                    |                    |
|  | Rep. Dominicana | 0         |             |           |                    |                    |  |  |                    |                    |
|  | Rep. Dominicana | 0         | Stati Uniti | 2         |                    |                    |  |  |                    |                    |
|  |                 |           | Stati Uniti | 2         |                    |                    |  |  |                    |                    |
|  |                 | Cuba      | 3           |           |                    |                    |  |  |                    |                    |
|  | -               | Cuba      | 3           | -         |                    |                    |  |  |                    |                    |
|  | -               |           |             | -         |                    |                    |  |  |                    |                    |
|  | -               | -         |             |           |                    |                    |  |  |                    |                    |
|  | -               | -         | Cuba        | 3         | Finale 3º/4º posto | Finale 3º/4º posto |  |  |                    |                    |
|  |                 |           | Cuba        | 3         | Finale 3º/4º posto | Finale 3º/4º posto |  |  |                    |                    |
|  |                 | Nicaragua | 0           |           |                    |                    |  |  |                    |                    |
|  | Nicaragua       | Nicaragua | 0           | 3         | Messico            | 3                  |  |  |                    |                    |
|  | Nicaragua       |           |             | 3         | Messico            | 3                  |  |  |                    |                    |
|  | Giamaica        | 0         |             | Nicaragua | 0                  |                    |  |  |                    |                    |
|  | Giamaica        | 0         |             |           | 0                  |                    |  |  |                    |                    |
|  |                 |           |             |           |                    |                    |  |  |                    |                    |
|  |                 |           |             |           |                    |                    |  |  |                    |                    |

##### Quarti di finale
| 27 giugno 2016 Coliseo de la Ciudad Deportiva, L'Avana Durata: 1h:09 - Spettatori: 100 | Messico   | 3 - 0 | Rep. Dominicana | 25-11, 25-12, 25-19 |
| 27 giugno 2016 Coliseo de la Ciudad Deportiva, L'Avana Durata: 1h:26 - Spettatori: 100 | Nicaragua | 3 - 0 | Giamaica        | 28-26, 25-16, 28-26 |

##### Semifinali
| 28 giugno 2016 Coliseo de la Ciudad Deportiva, L'Avana Durata: 2h:25 - Spettatori: 175 | Stati Uniti | 3 - 2 | Messico   | 17-25, 25-18, 25-23, 23-25, 17-15 |
| 28 giugno 2016 Coliseo de la Ciudad Deportiva, L'Avana Durata: 1h:12 - Spettatori: 0   | Cuba        | 3 - 0 | Nicaragua | 25-18, 25-18, 25-14               |

##### Finale 3º posto
| 29 giugno 2016 Coliseo de la Ciudad Deportiva, L'Avana Durata: 1h:08 - Spettatori: 0 | Messico | 3 - 0 | Nicaragua | 25-15, 25-20, 25-14 |

##### Finale
| 29 giugno 2016 Coliseo de la Ciudad Deportiva, L'Avana Durata: 2h:17 - Spettatori: 500 | Stati Uniti | 2 - 3 | Cuba | 25-22, 21-25, 19-25, 25-23, 11-15 |

#### Finali 5º e 7º posto
|  | semifinali        | semifinali        | semifinali      |                 |          | finale 5º posto   | finale 5º posto   | finale 5º posto |  |
|  |                   |                   |                 |                 |          |                   |                   |                 |  |
|  | Costa Rica        | Costa Rica        | 0               |                 |          |                   |                   |                 |  |
|  | Costa Rica        | Costa Rica        | 0               |                 |          |                   |                   |                 |  |
|  | Giamaica          | Giamaica          | 3               |                 |          |                   |                   |                 |  |
|  | Giamaica          | Giamaica          | 3               |                 | Giamaica | Giamaica          | 3                 |                 |  |
|  |                   |                   |                 |                 | Giamaica | Giamaica          | 3                 |                 |  |
|  |                   |                   | Rep. Dominicana | Rep. Dominicana | 1        |                   |                   |                 |  |
|  | Antigua e Barbuda | Antigua e Barbuda | Rep. Dominicana | Rep. Dominicana | 1        | 0                 |                   |                 |  |
|  | Antigua e Barbuda | Antigua e Barbuda |                 |                 |          | 0                 |                   |                 |  |
|  | Rep. Dominicana   | Rep. Dominicana   | 3               |                 |          | finale 7º posto   | finale 7º posto   | finale 7º posto |  |
|  | Rep. Dominicana   | Rep. Dominicana   | 3               |                 |          |                   |                   |                 |  |
|  |                   |                   |                 |                 |          |                   |                   |                 |  |
|  |                   |                   |                 |                 |          | Costa Rica        | Costa Rica        | 3               |  |
|  |                   |                   |                 |                 |          | Costa Rica        | Costa Rica        | 3               |  |
|  |                   |                   |                 |                 |          | Antigua e Barbuda | Antigua e Barbuda | 0               |  |

##### Semifinali
| 28 giugno 2016 Coliseo de la Ciudad Deportiva, L'Avana Durata: 1h:26 - Spettatori: 100 | Costa Rica        | 0 - 3 | Giamaica        | 17-25, 26-28, 25-27 |
| 28 giugno 2016 Coliseo de la Ciudad Deportiva, L'Avana Durata: 1h:09 - Spettatori: 100 | Antigua e Barbuda | 0 - 3 | Rep. Dominicana | 11-25, 18-25, 16-25 |

##### Finale 7º posto
| 29 giugno 2016 Coliseo de la Ciudad Deportiva, L'Avana Durata: 1h:07 - Spettatori: 100 | Costa Rica | 3 - 0 | Antigua e Barbuda | 25-20, 25-10, 25-10 |

##### Finale 5º posto
| 29 giugno 2016 Coliseo de la Ciudad Deportiva, L'Avana Durata: 1h:31 - Spettatori: 100 | Giamaica | 3 - 1 | Rep. Dominicana | 12-25, 25-18, 25-20, 25-17 |

## Classifica finale
| Pos     | Squadra           | Rosa |
| ------- | ----------------- | --- |
| Oro     | Cuba              | Formazione: 1 Baseiro, 2 Arrechea, 4 Altunaga, 5 Pelayo, 6 Camejo, 7 Rojas, 8 Flores, 9 Brunet, 13 Romero, 15 Gómez, 16 Cárdenas, 19 Ramos, CT: Vives                            |
| Argento | Stati Uniti       | Formazione: 1 Browning, 3 Hall, 5 Jasper, 6 Joslyn, 7 Lewis, 9 Mathews, 11 Merchen, 16 Paxson, 18 Presho, 19 Reilly, 20 Ryan, 22 Schneidmiller, CT: Shweisky                     |
| Bronzo  | Messico           | Formazione: 1 Gardea, 2 Stephens, 3 Baltazar, 4 Sarabia, 5 Cabrera, 7 González, 8 Ramírez, 9 Téllez, 10 Krauss, 11 Flores, 13 Carrera, 15 Valenzuela, CT: Alarcón                |
| 4.      | Nicaragua         | Formazione: 1 D. Sandoval, 2 M. Sandoval, 3 Nuñez, 9 B. Hernández, 10 Meynard, 11 Pérez, 13 Zeledón, 14 Cerda, 17 Cuadra, 18 Reyes, 20 M. Hernández, 21 Amador, CT: O. Hernández |
| 5.      | Giamaica          | Formazione: 1 J. James, 2 Smith, 3 Thompson, 4 Bennett, 5 S. James, 6 Clarke, 7 J. Thomas, 8 Matthews, 9 Daley, 10 S. Thomas, 11 Jones, 12 Manning, CT: Davis                    |
| 6.      | Rep. Dominicana   | Formazione: 1 González, 2 Collado, 4 Valdez, 5 Guzmán, 7 Gervacio, 8 Guerrero, 12 Capellán, 13 Méndez, 14 Pérez, 15 Marte, 16 Paniagua, 18 Edouard, CT: Pania                    |
| 7.      | Costa Rica        | Formazione: 1 Arguedas, 2 Quiros, 3 Caravaca, 4 Carazo, 5 Ortiz, 6 Guerrero, 10 Cordero, 14 Baltodano, 16 Arrieta, 17 Salas, 18 Velluti, 23 Murillo, CT: Solano                  |
| 8.      | Antigua e Barbuda | Formazione: 1 Seaman, 2 Lee, 3 Burleigh, 4 Francis, 5 Smith, 6 Josiah, 7 Hopkins, 8 Isaac, 9 Davis, 10 Harris, 11 Tonge, 12 Harvey, CT: Joseph                                   |

## Premi individuali
| Premio                | Nome            | Squadra           |
| --------------------- | --------------- | ----------------- |
| MVP                   | José Romero     | Cuba              |
| Miglior realizzatore  | Bayron Valdez   | Rep. Dominicana   |
| Miglior servizio      | José Romero     | Cuba              |
| Miglior difesa        | Luis Amador     | Nicaragua         |
| Miglior ricevitore    | Lázaro Arrechea | Cuba              |
| Miglior palleggiatore | Jorge Camejo    | Cuba              |
| Miglior opposto       | José Romero     | Cuba              |
| Miglior schiacciatore | Cristian Rojas  | Cuba              |
| Miglior schiacciatore | Bayron Valdez   | Rep. Dominicana   |
| Miglior centrale      | Eduardo Krauss  | Messico           |
| Miglior centrale      | Nazyr Francis   | Antigua e Barbuda |
| Miglior libero        | Luis Amador     | Nicaragua         |